# 田莘
田莘（?—?），戰國時期秦国的人物。
田莘為陳軫劝說秦惠王：「臣恐怕大王像虢国国君一样。晉獻公想要伐虢国，而怕舟之僑存在。荀息说：『周書有言，美女可破谏臣之舌。』于是送给虢国女樂，以亂其国政。舟之僑劝諫不聽，于是离去。于是伐虢国，获胜。又想要伐虞国，而怕宮之奇存在。荀息说：『周書有言，美男可破老臣。』于是送给虞国美男，教他们说宮之奇的坏话。宮之奇以劝諫不聽，于是离去。因而伐虞国，攻取。现在秦国自以為王，能妨害称王的國家是楚國。楚國知道橫門君善于用兵，陳軫善于智谋，于是让五國重用張儀。張儀來，必说橫门君、陳軫二人的坏话。願大王不要听他的话。」張儀果然來游说，提到陳軫，秦王发怒而不聽。